# Elm Springs
Elm Springs é uma cidade localizada no estado americano de Arkansas, no Condado de Benton e Condado de Washington.

## Demografia
Segundo o censo americano de 2000, a sua população era de 1044 habitantes.
Em 2006, foi estimada uma população de 1236, um aumento de 192 (18.4%).

## Geografia
De acordo com o United States Census Bureau, a localidade tem uma área de 9,8 km², sem área coberta por água.

## Localidades na vizinhança
O diagrama seguinte representa as localidades num raio de 16 km ao redor de Elm Springs.